# Soulatgé
Soulatgé è un comune francese di 117 abitanti situato nel dipartimento dell'Aude nella regione dell'Occitania.

## Società

### Evoluzione demografica
Abitanti censiti